# Gammel Ferenc
Lovag Gammel Ferenc (németül: Franz Ritter von Gammel, 1818. október 4. Buda – 1909. február 11. Budapest) osztrák-magyar katonatiszt, altábornagy. 1884-ben, öt évtizedes katonai szolgálat után vonult nyugállományba.

## Élete
Gammel Ferenc 1818. október 4-én született Budán. 1834-ben belépett a cs. kir. 9. (Bentheim-Steinfurt) sorgyalogezredbe,  mint saját költségen (Ex propriis) szolgáló hadapród. Alhadnagyi kinevezését 1841-ben kapta meg. 1847-ben főhadnaggyá lépett elő, 1848-ban ezredével az itáliai hadszíntéren harcolt. 1849-ben százados lett és a vezérkarhoz helyezték át. Részt vett az 1859-es szárd–francia–osztrák háborúban, majd megkapta őrnagyi előléptetését és a cs. kir. 68. (Steininger) sorgyalogezredbe vezényelték. Ezredével harcolt az 1866-os porosz-osztrák háborúban. Alezredesi előléptetése után, 1868-ban áthelyezték a cs. kir. 16. (Wernhardt) gyalogezredhez, ahol az ezred parancsnok-helyettesi beosztását töltötte be. 1871-ben visszatért a 68. (Rodich) gyalogezredhez, ahol előbb parancsnokhelyettesként szolgált, majd 1874 és 1877 között az alakulat parancsnoka volt. Ez után, még ezredesként a pozsonyi 27. gyalogdandár élére nevezték ki, majd 1878 májusában vezérőrnaggyá léptették elő. A 27. gyalogdandár a cs. kir. 58. (Lajos Szalvátor) sorezred 3, valamint a cs. kir. 71. (Rossbacher) és a cs. kir. 72. (Dormus) tartalék gyalogezredek 2-2 zászlóaljával, a XIV. gyaloghadosztály alárendeltségében vett részt Bosznia okkupációjában. 1879-ben a budapesti 66. gyalogdandár parancsnokává nevezték ki. 1880-ban 50. szolgálati éve alkalmából elnyerte a Vaskorona-rend 3. osztályát. 1883. január elsejével altábornaggyá léptették elő, és kinevezték a 34. gyaloghadosztály parancsnokává. Augusztusban az uralkodótól lovagi címet (Ritter von) kapott. 1884-ben nyugállományba vonult, ennek alkalmából legfelsőbb dícsérő elismerésben részesült.
Nyugdíjasként több évig volt a budapesti tiszti kaszinó elnöke, illetve részt vett a Vöröskereszt munkájában is. Utolsó évtizedeit Budapesten töltötte, itt hunyt el 1909. február 11-én. A Farkasréti temetőben helyezték örök nyugalomra, katonai tiszteletadással. Gammel altábornagyot a cs. és kir 10. huszárezred három százada, a cs. és kir. 68. gyalogezred két zászlóalja és zenekara, valamint egy tüzérüteg kísérte utolsó útjára. A szertartást dr Nemes Antal apátplébános végezte, a temetésen számos tábornok megjelent, többek közt Fejérváry Géza is.
Végrendeletében vagyonát jótékony alapítványokba fektette, a II. kerületben élő szegények, katonaözvegyek-, és árvák, valamint a Vakok Intézete javára.

## Emlékezete
Síremlékére 1912-ben egy díszegyenruhát viselő közös gyalogezredbeli gyalogos katona egész alakos bronz szobra került. A "búsuló hadfi" néven ismert alkotást Istók János szobrászművész készítette, csakúgy mint a tábornok portrédomborművét, amely szintén a sírkövön látható.

## Előmenetele
- alhadnagy 1841
- főhadnagy 1847
- százados 1849
- őrnagy 1859
- alezredes 1867. március 25.
- ezredes 1872. május 19.
- vezérőrnagy 1878. május 1.
- altábornagy 1883. január 1.

## Kitüntetései
Viselési sorrendben felsorolva.
- Vaskorona-rend 3. osztálya (1880)
- Bronz Katonai Érdemérem vörös szalagon (1884)[12]
- Tiszti Szolgálati Jel 1. osztálya (1880)
- Hadiérem (1873)
- Jubileumi Érem a fegyveres erő számára (1898)